# Walter Motz
Walter Motz, född 22 mars 1909, var en tysk längdåkare.
Motz deltog vid VM 1934 i Sollefteå där han var med i det tyska stafettlag som blev silvermedaljörer på 4 x 10 kilometer.